# 7315 Kolbe
A 7315 Kolbe (ideiglenes jelöléssel 1136 T-2) a Naprendszer kisbolygóövében található aszteroida. Cornelis Johannes van Houten,  Ingrid van Houten-Groeneveld és Tom Gehrels fedezték fel 1973. szeptember 29-én.